# 클레망 랑글레
클레망 랑글레(프랑스어: Clément Lenglet, 1995년 6월 17일, 보베 ~ )는 프랑스의 축구 선수이다. 현재 라리가의 아틀레티코 마드리드에서 센터백으로 뛰고 있다.

## 국가대표 경력
- UEFA 유로 2020 국가대표

## 수상

#### 낭시
- 리그 2 : 2015-16

#### 바르셀로나
- 라리가 : 2018-19
- 국왕컵 : 2020-21
- 수페르코파 데 에스파냐 : 2018

#### 개인
- 리그 2 올해의 팀 : 2015-16